# Étrépilly (Aisne)
Étrépilly település Franciaországban, Aisne megyében. Lakosainak száma 125 fő (2022. január 1.). Étrépilly Belleau, Bouresches, Château-Thierry és Épaux-Bézu községekkel határos.

## Népesség
A település népességének változása:
| Lakosok száma | 107  | 87   | 87   | 88   | 96   | 107  | 118  | 121  | 123  | 125  |
|               | 1968 | 1982 | 1990 | 2006 | 2013 | 2015 | 2017 | 2019 | 2020 | 2022 |